# Flurdenkmäler in Burgebrach
Im Gemeindebereich von Burgebrach befinden sich folgende Flurdenkmäler:

## Bildstock an der Brücke, Beichtenmarter, auch Luthermarter genannt
Außerhalb der ehemaligen Torbefestigung steht an der Abzweigung in das Volksfestgelände auf Flurnummer 728 die Beichtenmarter in nicht allzu großer Entfernung vom Galgenberg.
Der Heimatkundliche Lesebogen von 1958 beschreibt das Ende des Hans Leisentritt : „…Die Sonne stieg an diesem letzten Septembertag in vollem Glanz über den Jurabergen empor. Hans Leisentritt sah sie nicht, er sah auch nicht den blauen Himmel, als er durch das Nordtor wankte. Vor der Marter am Bache kniete er nieder und ließ sich das Urteil nochmals verlesen. „Gekreuzigter Herr Jesus Christus, erbarme dich meiner!“ In heiliger Barmherzigkeit sah der Herr am Kreuz herab auf den armen Sünder. Ein Jammerbild von einem Menschen stolperte in Fesseln den Galgenberg hinan. Niemand rannte herzu, um ihm die Stricke durchzuschneiden, damit er in den Markt zurückrennen, in die Kirche flüchten und damit gerettet sein könnte. Keiner wollte ihm helfen. So taumelte er weiter, hinauf zum Galgen. Dort waltete der Henker seines Amtes.“
Die gotische Marter trägt auf dem achteckigen Schaft die Jahreszahl „1522“ und auf der Laterne „1512“. Auf der Laterne ist auf der Vorder- und Rückseite eine Kreuzigungsgruppe, auf den Schmalseiten sind Kaiser Heinrich und Kaiserin Kunigunda dargestellt. Auf dem achteckigen Schaft sind straßenseitig bei richtiger Beleuchtung die Umrisse einer menschlichen Figur erkennbar. An diesem Bildstock soll Martin Luther auf seiner Reise nach Heidelberg gepredigt haben; die Darstellung wurde später als die Gestalt Martin Luthers angesehen und durch Steinwürfe bis zur Unkenntlichkeit beschädigt. Ein Aufenthalt Martin Luthers in Burgebrach ist jedoch nicht belegbar.
Am 8. Juni 1968 nahm Alfred Seel dieses 220 cm hohe Flurdenkmal mit seiner 60 cm breiten Laterne in seine Beschreibung der Flurdenkmäler im Stadt- und Landkreis Bamberg auf. 1976 festigte und restaurierte Hanns Leitherer das Denkmal und die Gemeinde Burgebrach ließ am Fuße der Marter eine Sandsteintafel mit den beiden Namen ein.

## Bildstock auf der Höhe mit Altar, Ursula- oder auch Otto-Marter genannt
Dieses auf der Flurnummer 401 stehende Flurdenkmal kann als Feldaltar benutzt werden kann; ein Altartisch mit in der Säule eingelassener Tabernakelnische lässt darauf schließen, dass die Marter das Ziel eines Flurumganges war. Der barocke 280 Zentimeter hohe Bildstock wurde laut rückseitiger Inschrift auf der Säule 1703 geschaffen, die darüber eingeschlagenen Initialen „J. G. H.“ und „M. C. H.“ künden wohl von den Stiftern. Die Laterne weist folgende Bildtafeln auf: auf der Straßenseite (östliche Seite) die Darstellung der Dreifaltigkeit, auf der Rückseite (westliche Seite) der heilige Georg im Kampf mit dem Drachen. Die Seite nach Burgebrach (südliche Seite) trägt den Heiligen Johannes von Nepomuk, die Ampferbacher Seite (nördliche Seite) die heilige Katharina. Fruchtgehänge zieren Laterne und Säule. Der die Bildtafel nach oben abschließende Akanthus bildet den Fuß auf der Laterne für das zu unbekannter Zeit entfernte bekrönende Kreuz. Laterne und Säule haben dieselben Maße (50 × 30 cm). Die Inschrift: „Ren. 1811“ weist auf eine Renovierung hin, die letzte Instandsetzung im 20. Jahrhundert finanzierte der Heimatverein Burgebrach.
Zwei Sagen, die sich auf einen nicht nachweisbaren Vorgänger beziehen, ranken sich um diese Stelle:
- Als am 1. Februar 1202 der neu gewählte Bamberger Bischof Eckbert von Bamberg kommend hier eintraf, wartete bereits eine Bamberger Abordnung um den neuen Landesherrn zu begrüßen.
- Ursula von Windeck (14. Jahrhundert) fuhr am Dreifaltigkeitssonntag mit einem Pferdegespann zum  Gottesdienst nach Burgebrach. Als die Kutsche von der Burg kommend auf die Hauptstraße einbog, wurden in Burgebrach die Böller gezündet; die Pferde scheuten, Ursula sandte ein Stoßgebet zur heiligen Dreifaltigkeit und das nahende Unglück wurde abgewandt. Ursula stiftete daraufhin einen Bildstock.

Bei dem als Dreifaltigkeitsdarstellung bezeichneten vorderen Relief handelt es sich nicht um die übliche Darstellung einer glorreichen beziehungsweise schmerzhaften Dreifaltigkeit, sondern Gottvater sieht mit ausgebreiteten Armen aus den Wolken herab, die Taube, Sinnbild des Heiligen Geistes, schwebt mittig im Relief über dem Jesusknaben, der von Maria und Joseph begleitet wird.

## Bildstock innerhalb der Kirchenumfriedung
Dieser im Schatten seines großen Bruders, des „Ölbergs“, am hinteren Ausgang stehende Bildstock wurde laut Jahreszahl 1706 errichtet. Es ist nicht bekannt, weshalb dieser Bildstock errichtet wurde; auch der Künstler ist unbekannt. Mitte des 20. Jahrhunderts war der Bildstock ruinös. 1956 wurde er zum 250. „Geburtstag“ durch die Firma Schmittinger repariert. Dies geht aus einer Inschrift auf der Rückseite hervor.

## Steinkreuz am Verbindungsweg nach Grasmannsdorf
Dieses von Seel bereits am 19. September 1969 als verwittert beschriebene Steinkreuz steht am Kunigundenweg, einer historischen Straßen-Schnellverbindung des Klosters Michaelsberg in Bamberg mit seinen Besitzungen in Aub über Walsdorf, Grasmannsdorf usw., an der Abzweigung eines Feldwegs nach Ampferbach nahe einer Ruhebank in einer Heckenanlage. Dem Steinkreuz fehlt wohl schon seit längerer Zeit der obere Längsbalken. Seine sichtbare Höhe ist mit 65 cm angegeben, die Balkenbreite beträgt 57 cm.